# Palla avvelenata
Palla avvelenata è un gioco per ragazzi molto simile a palla prigioniera (o palla combattente), con il quale è spesso confuso, e si può giocare in cortile oppure in palestra. I giocatori possono essere dieci o di più, ed è importante che ci sia un muro, o un albero, contro cui far sbattere la palla "avvelenata". 

## Regole di gioco
Si inizia la partita dopo che, con una conta, si è deciso chi sarà il primo battitore. Tutti allora stanno attorno in fondo al campo, e quando questo lancia la palla contro il muro e chiama uno dei partecipanti a caso, ad esempio "Chiamo Luca!", allora tutti si mettono a correre dall'altra parte del campo il più velocemente, mentre Luca cerca di raggiungere la palla. Appena la raggiunge, Luca grida "Fermi tutti!", costringendo gli altri a diventare "statue". A quel punto, Luca può compiere tre passi verso un giocatore immobile e tentare di colpirlo (in altre versioni del gioco, i passi sono da fare, ma 1). Se la "statua" viene colpita, viene eliminata, ma se questa riesce a respingere la palla con le mani la palla può essere presa da un giocatore-statua più lesto degli altri. Questo diventa il nuovo battitore e può continuare il gioco in questo modo. Se invece la "statua" presa di mira riesce a bloccare al volo la palla, è il battitore ad essere eliminato, e si riprende da chi ha afferrato la palla. Vince chi rimane ultimo.
In altre zone esiste un altro tipo di "Palla avvelenata". I giocatori, dopo aver deciso chi sarà il battitore (chiamato anche "stregone") si dispongono con le spalle ad una determinata porzione di muro dalla quale non si può uscire. Il battitore, dopo essersi posizionato ad una determinata distanza, lancia la palla verso i partecipanti, cercando di colpirli. Ogni qualvolta che il battitore colpisce un partecipante, questo diventerà nell'ordine: Ferito-Moribondo-Morto, dopodiché esce dal gioco. Colui che non muore vince e può diventare stregone nella partita successiva. In alcune zone, se un partecipante vuole ripassare la palla al battitore che ha mancato il bersaglio, deve urlare la parola "Veleno" (o "Antidoto"), in modo da essere immune appunto alla palla "avvelenata" dallo stregone.